# پرچم بدون کشور
پرچم بدون کشور (به انگلیسی: Flag Without a Country) فیلمی مستند درام به کارگردانی، نویسندگی و تهیه‌کنندگی بهمن قبادی که در سال ۲۰۱۵ انتشار یافت. فیلم روایت‌گر زندگی خواننده کرد «هلی لوو» و خلبان کرد «نریمان انور» می‌باشد.

## داستان فیلم
داستان فیلم حکایت دوگانه‌ای است از دنبال کردن زندگی «هلی لاو» خواننده کرد که می‌خواهد کردستان را به دنیا معرفی کند، و «نریمان» که خلبان است و پایش بر اثر سقوط هواپیمایش صدمه دیده، بنابراین قادر به پرواز کردن نیست و یک مدرسه خلبانی را برای کودکان کردستان راه‌اندازی کرده‌است. هر دوی آن‌ها در پی تلاش برای کمک‌رسانی به جامعه خود هستند، جامعه‌ای که بی‌وقفه با شرایط سخت زندگی، جنگ و داعش در حال سوختن و ساختن هستند.